# سوکسینیل‌استون
سوکسینیل‌استون (انگلیسی: Succinylacetone) یک ترکیب شیمیایی است که در اثر اکسیداسیون گلیسین تولید می‌شود و پیش‌سازِ متیل‌گلیوکسال است.